# Řetězová reakce
Řetězová reakce je série reakcí, při kterých reaktivní produkt nebo meziprodukt vyvolá další reakci.

## Chemická reakce
Jejím produktem je reaktivní částice schopná iniciovat další reakci. Například se jedná o radikálové reakce. V průběhu těchto reakcí vznikají velmi reaktivní částice – radikály, které ihned reagují dále, za vzniku dalších radikálů. Radikálové reakce se skládají ze tří fází. První fází je iniciace, kdy dochází ke vzniku radikálů, např. reakce vodíku s bromem je iniciována fotolytickou disociací bromu:
Br2 → 2 Br•
Druhou fází je propagace, kdy dochází k reakci radikálů s molekulou vodíku a vzniká bromovodík a radikál vodíku, který může dál reagovat.
Br• + H2 → HBr + H•
H• + Br2 → HBr + Br•
Poslední fází je terminace, kdy dochází k zániku radikálů.
Br• + H• → HBr
Br• + Br• → Br2
H• + H• → H2
K řetězovým chemickým reakcím patří také autokatalytické reakce, což jsou reakce, při kterých vzniká jejich katalyzátor a protože je přítomno stále větší množství katalyzátoru, rychlost reakce se exponenciálně zvyšuje, dokud má co reagovat.

## Štěpná jaderná reakce
Letící moderátorem zpomalený neutron narazí do štěpitelného jádra. Jádro se rozštěpí na dva produkty štěpení a uvolní 2 - 3 neutrony, které mohou rozštěpit další jádra. Zároveň se při štěpení těžkých jader (typicky uranu nebo plutonia) uvolní energie.